# فعال خورشیدی

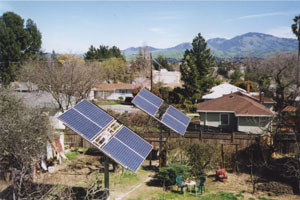

سیستم آب گرم خورشیدی از پمپ و فن برای به گردش درآوردن سیال استفاده می‌کند، به همین دلیل زیر مجموعه‌ای از تکنولوژی فعال خورشیدی به حساب می‌آید. یکی از فواید سیستمهای فعال این است که می‌توان برای افزایش اثر بخشی آنها یکسری کنترلهای الکتریکی انجام داد، برای مثال سیستمهای غیرفعال که سنسور و تلمبه ندارند، فقط زمانی سیال را به گردش درمی‌آورند که مقدار معینی از انرژی در درون سیستمشان ایجاد شود، با استفاده از سنسورها و تلمبه‌ها می‌توان تنها با مقدار کمی انرژی، مقدار زیادی انرژی حرارتی با ایجاد دیفرانسیل حرارتی ایجاد کرد.
کنترل سیستم و همچنین اجازه استفاده از انرژی‌های متنوعی را به ما می‌دهد، برای مثال خورشیدی قادر است یک استخر را در یک صبح سرد به اندازه کافی گرم کند، حرارت یک لوله آب گرم بخاطر تفاوت در دمای ذخیره شده در آب عملی نیست، در ساعتهای گرم روز می‌توان از آب گرم خورشیدی برای گرم کردن آب گرم لوله استفاده کرد.
یکی از معایب سیستمهای خورشیدی فعال این است که منابع خارجی انرژی ممکن است از کار بیفتد و سیستم‌های کنترل احتیاج به تعمیر پیدا کند. اکثر جمع‌کننده‌های خورشیدی در یک جای مشخص فیکس شده‌اند؛ ولی در صورتی که بتوان مسیر خورشید در آسمان را ردیابی کنند عملکرد مفیدتری خواهند داشت. ردیابهای خورشیدی که برای جهت یابیه آرایه‌های خورشیدی استفاده می‌شود ممکن است تکنولوژی خورشیدی فعال و غیرفعال داشته باشند و در مقایسه با آرایه‌های فیکس شده مقدار بیشتر انرژی می‌توانند ایجاد کنند. سیستم ردیابی خورشیدی فعال از پرتو خورشید در آسمان استفاده می‌کنند، این خاصیت می‌تواند به دلیل اطلاعات زمانی و جغرافیایی، اطلاعات موجود در سیستم کنترلش باشد. بعضی از سیستم‌ها برای ردیابی روشن‌ترین نقطه در آسمان از سنسورهای نوری استفاده می‌کنند که خیلی پیشرفته تر از ردیابی جغرافیایی است.